# Abd al-Rahim Talibov
Mirzā Abdul'Rahim Tālibi Najjār Tabrizi (1834 à Tabriz - 1911 à Temir-Khan-Shura, nommé Bouïnaksk depuis 1922) ( persan : ميرزا عبدالرحیم طالبی نجار تبریزی), également connu sous les noms de Talebof ou Talibov, est un intellectuel réformiste azéri iranien,.

## Biographie
Il est né dans le quartier de Sorkhab à Tabriz, en Iran,. Son père, Abu-Tālib Najjār Tabrizi, et son grand-père, Ali-Morad Najjār Tabrizi, étaient charpentiers (d'où le nom Najjār ). Aucune information concernant le côté maternel de sa famille n'est disponible.
En 1851, Talibi émigre à Tbilissi (Tiflis), la capitale administrative du Caucase russe, et y commence une nouvelle vie (voir Traité de Gulistan et Traité de Turkmenchay). Selon une source iranienne, Talibi a fréquenté l'école à Tbilissi et a étudié les sciences modernes, mais il n'y a aucune preuve indépendante à l'appui de ce rapport. Il a été suggéré que Talibi n'a peut-être jamais reçu d'éducation formelle en Russie. Dans une lettre écrite à un ami iranien, il a indiqué qu'il a produit ses œuvres majeures en s'appuyant sur ses lectures et sa culture personnelles.
À Tbilissi, Talibi travaille pour un homme d'affaires iranien, nommé Mohammad-Ali Khan, qui a émigré en Transcaucasie depuis la ville de Kashan. Mohammad-Ali Khan était un entrepreneur qui avait accumulé une grande partie de sa richesse en obtenant des concessions pour la construction de routes et de ponts en Transcaucasie. Après des années de travail pour ce riche compatriote, Talibi doit avoir économisé un capital suffisant pour démarrer sa propre entreprise de construction. Il a également déménagé de Tbilissi à Temir-Khan-Shura (Buinaksk, depuis 1922), la capitale provinciale du Daghestan, où il a acheté une maison confortable, construit une petite bibliothèque privée et épousé une femme de Derbent.
Il accomplit le Hajj en 1898. Il séjourne à Berlin vers 1902 pour y soigner sa cécité. La population de Tabriz l'élit en 1907 à la nouvelle Assemblée (majles). Mais, découragé par des accusations d'hérésie et déçu par le nouveau régime, il n'occupe pas son siège de député,.

## Œuvre
Talibi a écrit toutes ses œuvres après l'âge de cinquante-cinq ans. Il a alors atteint un degré de sécurité financière qui lui permet de consacrer les vingt et une années suivantes de sa vie à l'écriture et à la traduction du russe vers le persan. Ses propres livres sont tous écrits en persan. À l'exception de ses deux derniers livres, il a publié tous ses ouvrages à ses propres frais. De ses deux derniers livres, le premier, Īzāhāt dar Khosus-e Azādi (« Explications concernant la liberté »), a été publié à Téhéran après la victoire de la révolution constitutionnelle iranienne de 1906, et le second, Siyāsat-e Tālibi (« Politique de Tālibi »), a été publié à titre posthume à Téhéran quelques mois après sa mort en 1911. Il y condamne la monarchie absolue, mais fait part aussi de sa déception à l'égard de la révolution constitutionnelle. Il attribue le retard de l'Iran à un manque d'État de droit plus qu'à un manque de démocratie.
Au cours de sa vie, deux des œuvres de Talibi, à savoir Ketāb-e Ahmad yā Safineh-ye Tālebi (« Le livre d'Ahmad ou l'Anthologie de Talebi ») et Masālek'ol-Moh'senin (« Les voies de la charité »), ont connu la célébrité. Le Ketāb-e Ahmad, qui se compose de deux volumes, s'inspire du traité de Jean-Jacques Rousseau sur l'éducation, Émile,. Le livre est fondé sur des conversations entre l'auteur et son fils fictif de sept ans, Ahmad, dont l'esprit curieux oblige son père à développer un large éventail de sujets scientifiques, historiques, politiques et religieux. Leur dialogue sur ces questions révèle le réformisme social de Talibi. Son intérêt pour les questions éducatives s'illustre aussi en ce qu'il fut le mécène de plusieurs écoles, y compris deux écoles de filles. Il soutient en outre un projet de bibliothèque publique à Tabriz. Davantage que sur une réforme des institutions politiques, son espoir de moderniser la Perse repose sur l'introduction de l'étude des sciences dans les programmes scolaires. Il a traduit l'astronomie de Camille Flammarion du russe au persan.
Masalek ol-Moh'senin implique quatre personnages : Mustafa et Hossein qui sont ingénieurs, un médecin nommé Ahmed, et Muhammad qui est professeur de chimie. Ils sont nommés par une administration fictive de l'Iran pour se rendre au mont Damavand pour des études scientifiques et des mesures. Ils rencontrent un certain nombre d'espaces et de personnages sur leur chemin - d'un mujtahid à un derviche en passant par un cordonnier - et ces rencontres tentent de démontrer les problèmes de l'Iran. Ces problèmes sont politiques, sociaux et scientifiques. Les rois vivent dans le luxe alors que l'infrastructure du pays s'effondre ; les villes européennes jouissent de la richesse et de l'application des sciences alors que les villes iraniennes en manquent ; d'autres nations s'unissent dans un esprit de réforme et discutent longuement pour faire de leur nation un endroit meilleur tandis que les Iraniens se taisent sur leurs problèmes, s'éloignent les uns des autres et sont ancrés dans des voies archaïques et ancestrales ; les dirigeants de la dynastie Qajar ne sont que les ombres de Dieu sur terre sans aucun fondement institutionnel et les fonctionnaires du gouvernement ne sont pas nommés au mérite ; l'éducation aussi est en mauvais état et aucun livre n'est écrit pour l'avancement d'une véritable pédagogie.
Il se veut l'artisan d'une langue persane claire et simple, à l'opposé de la littérature de son temps, marquée par les flatteries dithyrambiques à l'égard des souverains. Cependant, il prend ses distances avec le courant favorable à la pureté de la langue persane, qu'il faudrait, selon ses partisans tels qu'Akhundzade, débarrasser de tout emprunt aux langues étrangères, en particulier l'arabe. Talebof pense au contraire que ces emprunts sont inévitables pour pallier l'insuffisance du vocabulaire persan dans le domaine des sciences. Il se montre sensible à l'idée d'une réforme de l'alphabet, sans aller jusqu'à une révolution telle que l'adoption de l'alphabet latin.
Le livre est condamné par les ulémas Fazlollah Nuri et Muhammad Hossein Naini. Il dénonce en effet le mode de vie du clergé et la persécution des adeptes du babisme. Pour autant, à l'inverse d'Akhundzada, il ne rejette pas l'islam. C'est pourquoi Talebuf est rangé par Mahmoud et Ahmad Sadri, parmi les intellectuels iraniens, dans le genre des « revivalistes réflexifs » : ni parmi les revivalistes de rejet qu'incarnera l'ayatollah Khomeini, ni parmi les laïcs modernistes représentés par Akhundzada, mais dans un courant aujourd'hui représenté par Abdolkarim Soroush.